# Адриан Муту
Адриан Муту (на румънски: Adrian Mutu), роден на 8 януари 1979 година, е бивш румънски футболист, играл като атакуващ полузащитник. През 20-годишната си кариера е играл за Арджеш Питещ, Динамо Букурещ, Петролул Плоещ и Търгу Муреш в родната Румъния, италианските Интер, Верона, Парма, Ювентус, Фиорентина и Чезена, английския Челси, френския Аячо и индийския Пуна Сити. За националния отбор на Румъния е отбелязал рекордните 35 гола за 77 официални мача. От 12 октомври 2016 г. е генерален директор на Динамо Букурещ.

## Кариера

### Клубна кариера

#### Начални години
Муту прави официалния си дебют на 15 март 1997 година с екипа на Арджеш Питещ в мач срещу Оцелул Галац. За три години изиграва 41 мача, отбелязвайки 11 гола. Големият му талант не остава незабелязан, и е закупен от румънския гранд Динамо Букурещ. През единствения си сезон с екипа на червените кучета, Муту изиграва ключова роля при спечелването на Купата на Румъния. След края на сезон 1999/2000 е закупен от италианския колос Интер.

#### В Италия
След като е закупен от Интер, формата на Муту спада, и с екипа на нерадзурите записва участие в едва 10 мача за целия сезон, в които отбелязва 4 гола. След края на сезона става играч на Верона, като договори с отбора по това време подписват и Мауро Каморанези и Алберто Джилардино. Въпреки това обаче отборът едва се спасява от изпадане, печелейки плейофи. През сезон 2002/03 преминава в Парма, където треньор е по това време е Чезаре Прандели. Част от отбора са също Себастиан Фрай, Марко Марчиони, Алберто Джилардино и Адриано Лейте, който заедно с Муту формира силен дует в нападение.

#### Челси
През август 2003 година Челси плаща €22 милиона евро за правата на Муту. Със сините изиграва 27 мача, в които отбелязва 10 гола. През септември 2004 година Муту дава положителна проба за кокаин, вследствие от което договорът м, с отбора е прекратен незабавно, и му е наложена глоба от £20 000 паунда и 7-месечна забрана да играе футбол.

#### Отново в Италия
На 12 януари 2005 година подписва 5-годишен договор с Ювентус, въпреки че забраната му все още не е изтекла. Дебюта си за бианконерите прави на 29 май 2005 г. През сезон 2005-06 изиграва 20 мача в Серия А, като отбелязва 7 гола. В Шампионската лига записва 8 мача, в които бележи 1 гол срещу Рапид Виена. След като Ювентус бива изхвърлен от Серия А, Муту преминава във Фиорентина за сумата от 8 милиона евро. Престоят му във Флоренция продължава 5 години. За тези 5 години изиграва 112 мача, като отбелязва 54 гола. На 23 юни 2011 г. е обявено, че Муту е подписал 2-годишен договор с Чезена. След като Чезена изпада от Серия А в края на сезона, Муту напуска в посока Аячо.

#### Последни години от кариерата
Първият му сезон с екипа на Аячо е успешен, като в 26 мача вкарва 11 гола, с което помага на отбора да не изпадне от Лига 1. През втория си сезон с екипа на отбора от о. Корсика Муту изиграва едва 9 мача, като не отбелязва нито един гол, заради което на 14 януари 2014 година договорът му е прекратен. По-късно същия ден е представен като футболист на Петролул Плоещ пред над 10 000 зрители. В квалификационните кръгове на Лига Европа през сезон 2014/15 Муту отбелязва 2 гола срещу чешкия Виктория Пилзен, с което помага на отбора си да продължи напред. На 26 септември 2014 година ръководството на Петролул обявява, че договорът между двете страни е бил прекратен.

### Национален отбор
Адриан Муту прави дебюта си за националния отбор на Румъния в мач срещу Гърция на 29 март 2000 година. Изиграва общо 77 мача с националния отбор, в които отбелязва 35 гола, което му отрежда второ място в ранглистата на вечните голмайстори на отбора. Участва на Евро 2000, където достига до 1/4-финал. Част от отбора е и на Евро 2008, но този път Румъния не успява да прескочи Груповата фаза. На 11 август 2011 година Муту и съотборникът му Габриел Тамаш са заловени да консумират алкохол в заведение по време на лагер на националния отбор, вследствие от което и двамата получават забрана да играят за него. Селекционерът Виктор Пицурка връща Муту в състава през 2013 година, но по-късно бива изключен повторно поради оприличаването на Пицурка с Мистър Бийн.

## Личен живот
От 2001 до 2003 година е женен за румънската телевизионна водеща Александра Дину. От нея има син – Марио.
Понастоящем е женен за доминиканския модел Консуело Матос Гомес, от която има две дъщери.

## Успехи
Динамо Букурещ
- Шампион на Румъния (1): 1999/00

 Ювентус
- Шампион на Италия (2): 2004/05, 2005/06 (титлата на отбора от сезон 2005/06 е отнета след скандала „Калчополи“)